# Yasmine Mansouri
Yasmine Mansouri (* 15. Mai 2001) ist eine französische Tennisspielerin.

## Karriere
Mansouri begann mit fünf Jahren das Tennisspielen und gibt als Lieblingsbelag den Hartplatz an. Sie spielte bislang vor allem auf der ITF Juniors Tour sowie auf der ITF Women’s World Tennis Tour, auf der sie bislang fünf Einzeltitel und 14 Doppeltitel gewinnen konnte.
Für die Einzelkonkurrenz erhielt sie bei den French Open 2017 eine Wildcard für die Qualifikation, wo sie in der ersten Runde Alexandra Panowa mit 4:6 und 4:6 unterlag.

## Turniersiege

### Einzel
| Nr. | Datum           | Turnier  | Kategorie | Belag     | Finalgegnerin        | Ergebnis       |
| --- | --------------- | -------- | --------- | --------- | -------------------- | -------------- |
| 1.  | 10. Juli 2022   | Monastir | ITF W15   | Hartplatz | Yao Xinxin           | 6:2, 6:4       |
| 2.  | 7. Juli 2024    | Monastir | ITF W15   | Hartplatz | Noelia Bouzo Zanotti | 6:3, 6:1       |
| 3.  | 27. Juli 2024   | Segovia  | ITF W35   | Hartplatz | Lija Karatantschewa  | 6:2, 65:7, 7:5 |
| 4.  | 18. August 2024 | Monastir | ITF W15   | Hartplatz | Hiromi Abe           | 5:7, 6:3, 6:1  |
| 5.  | 25. August 2024 | Monastir | ITF W15   | Hartplatz | Camilla Zanolini     | 6:3, 6:2       |

### Doppel
| Nr. | Datum              | Turnier              | Kategorie   | Belag     | Partnerin                | Finalgegnerinnen                         | Ergebnis         |
| --- | ------------------ | -------------------- | ----------- | --------- | ------------------------ | ---------------------------------------- | ---------------- |
| 1.  | 14. Oktober 2017   | Hammamet             | ITF $15.000 | Sand      | Lea Bošković             | Mariana Dražić Isabella Schinikowa       | 1:6, 6:4, [10:6] |
| 2.  | 28. Oktober 2017   | Hammamet             | ITF $15.000 | Sand      | Diane Parry              | Dominique Karregat Caroline Romeo        | 6:1, 6:1         |
| 3.  | 6. Oktober 2018    | Monastir             | ITF $15.000 | Hartplatz | Loudmilla Bencheikh      | Natalia Siedliska Miriana Tona           | 6:4, 6:1         |
| 4.  | 7. Dezember 2019   | Monastir             | ITF W15     | Hartplatz | Marie Mettraux           | Carole Monnet Marija Tkatschowa          | 6:4, 3:6, [10:6] |
| 5.  | 11. September 2020 | Saint-Palais-sur-Mer | ITF W15     | Sand      | Lucie Wargnier           | Anaëlle Leclercq Lucie Nguyen Tan        | 6:0, 6:3         |
| 6.  | 2. Oktober 2021    | Monastir             | ITF W15     | Hartplatz | Jekaterina Reingold      | Honoka Kobayashi Ma Yexin                | 6:1, 6:3         |
| 7.  | 16. Oktober 2021   | Monastir             | ITF W15     | Hartplatz | Tamira Paszek            | Laura Böhner Mihaela Đaković             | 6:1, 6:1         |
| 8.  | 6. November 2021   | Monastir             | ITF W15     | Hartplatz | Elena Milovanović        | Mariana Dražić Julia Middendorf          | 7:64, 6:0        |
| 9.  | 2. April 2022      | Monastir             | ITF W15     | Hartplatz | Nina Radovanovic         | Wang Meiling Yao Xinxin                  | 7:5, 6:3         |
| 10. | 27. Mai 2023       | Monastir             | ITF W25     | Hartplatz | Lauryn John-Baptiste     | Lamis Alhussein Abdel Aziz Sharmada Balu | 6:3 6:1          |
| 11. | 28. Oktober 2023   | Scharm asch-Schaich  | ITF W25     | Hartplatz | Karola Patricia Bejenaru | Katarína Kužmová Jekaterina Schalimowa   | 6:2, 7:65        |
| 12. | 13. Januar 2024    | Monastir             | ITF W15     | Hartplatz | Nina Radovanovic         | Nina Vargová Radka Zelníčková            | 6:4, 6:2         |
| 13. | 13. April 2024     | Hammamet             | ITF W35     | Sand      | Emma Léné                | Gloria Ceschi Giorgia Pinto              | 7:66, 7:62       |
| 14. | 15. Februar 2025   | Monastir             | ITF W15     | Hartplatz | Elena Milovanović        | Diva Bhatia Sapfo Sakellaridi            | 6:2, 6:0         |